# Bercy
Bercy – stacja 6 i 14 linii  metra  w Paryżu. Stacja znajduje się w 12. dzielnicy Paryża.  Na linii 6 stacja została otwarta 1 marca 1909 r, a na linii 14 - 15 października 1998.